# Памятник героям к/ф «Мужчины»
Памятник героям кинофильма «Мужчины» — памятник в Ереване.
Представляет собой скульптурную группу четырёх персонажей — главных героев советского кинофильма «Мужчины», роли которых исполнили советские актёры Фрунзик Мкртчян, Азат Шеренц, Аветик Геворкян и Армен Айвазян. Скульптор Давид Минасян, идея памятника и инициатива его сооружения принадлежат Давиду и Тиграну Кеосаянам — сыновьям режиссёра фильма Эдмонда Кеосаяна.
Место расположения памятника выбрано в сквере имени Мартироса Сарьяна рядом с домом (ул. Московян, 31), который в фильме фигурировал как дом главной героини.

## История
Работы над памятником начались в 2006 году. Скульптор был приглашён братьями Кеосаян.
Памятник установлен в 2007 году, его открытие 13 октября было приурочено к 70-летнему юбилею режиссёра фильма «Мужчины» Эдмонда Кеосаяна (1936−1994) и 35-летию выхода фильма на экраны страны (1973).
В церемонии открытия памятника приняли участие известный грузинский актёр Вахтанг Кикабидзе и единственный на тот момент бывший в живых актёр из четвёрки героев фильма, уже тяжело болевший Армен Айвазян (умерший два месяца спустя после открытия).